# Estádio Otacília Patrício Arroyo

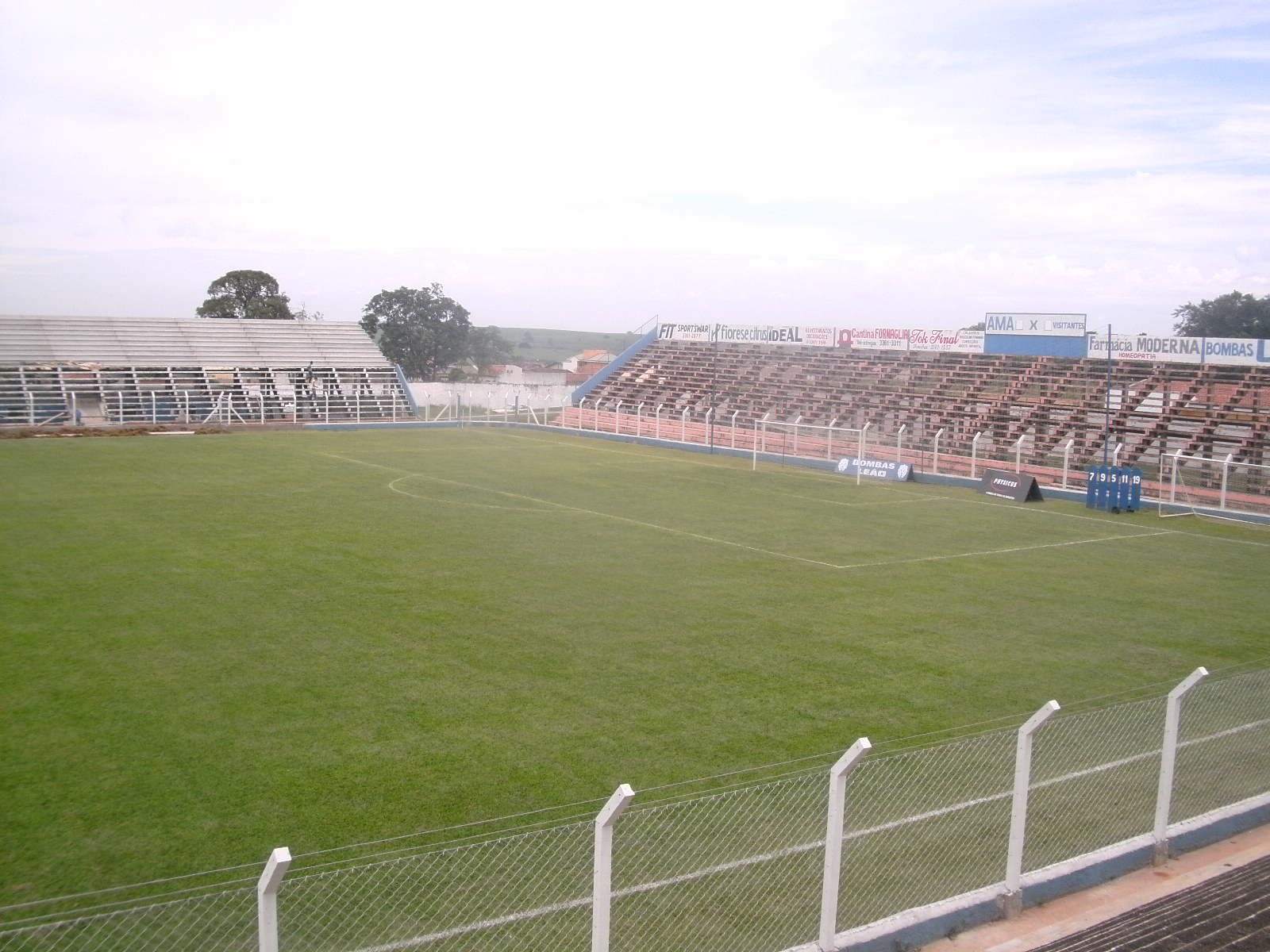
Estádio Otacília Patrício Arroyo

O Estádio Otacília Patrício Arroyo é um estádio de futebol brasileiro localizado na cidade de Monte Azul Paulista.
Até o ano de 2009 era chamado de Estádio Ninho do Azulão, ou simplesmente, Estádio do AMA (Atlético Monte Azul). Em 2010, o estádio foi rebatizado em homenagem à matriarca da família Arroyo, grandes incentivadores do clube. Otacília Patrício Arroyo, falecida em 2005, aos 100 anos.

## História
No começo da sua fundação, o Atlético Monte Azul disputava vários amistosos na região, todavia não tinha campo próprio. Com a doação de uma área na cidade de Monte Azul Paulista, o clube passou a mandar seus jogos no que ficou conhecido como estádio do AMA. Dirigentes investiram para a instalação de cerca, cadeiras, arquibancadas de madeira e pequenos vestiários para os dois times e os árbitros.
Em 1944, mais precisamente no dia  6 de agosto, o time saiu do campo velho e estreou o campo novo, perdendo no jogo de inauguração para o Barretos por 1X0 no amistoso. O campo novo, era localizado na Rua Amapá, atual Rua Monteiro Lobato e naquele ano o presidente do clube era Ivo Lindemberg Quintanilha e o de honra era Julião Arroyo, incentivador da mudança do local do campo para o atual. 
Em 2010, o estádio foi rebatizado em homenagem à matriarca da família Arroyo, grandes incentivadores do clube. Otacília Patrício Arroyo, falecida em 2005, aos 100 anos